# Ẍ
Das Ẍ (kleingeschrieben ẍ) ist ein Buchstabe des lateinischen Schriftsystems. Es besteht aus einem X mit übergesetztem Trema.
Der Buchstabe wird im kurdischen Kurmandschi-Alphabet verwendet, um den entsprechenden Soranî-Buchstaben غ zu transliterieren, der dort nur sehr selten in Fremdwörtern verwendet wird.

## Darstellung auf dem Computer
Unicode enthält das Ẍ an den Codepunkten U+1E8C (Großbuchstabe) und U+1E8D (Kleinbuchstabe).
In TeX kann man das Ẍ durch den Befehl \"X bzw. \"x bilden.